# Худбад
Худбад (Худбаад, Худбарда, Худбаада), је владао у периоду од 584. до 600. године. Аварски кан Бајан II га је поставио да влада Оногундурима у федерацији Кутригура и Утигура.
Худбад је умро 601. године. По једним изворима од последица болести (куге) 599. године, а по другим изворима у битки код Тисе, 601. године, где су се сукобили Византија са једне стране и Авари и њихови савезници са друге стране.
После Худбадове смрти, намесништво над Оногундурима је преузео Органа, све док Кубрат није одрастао и преузео власт.